# Општина Красна (Горж)
Красна (рум. Crasna) општина је у Румунији у округу Горж.
Oпштина се налази на надморској висини од 480 m.